# Новософіївка (Скадовський район)
Новософі́ївка — село в Україні, у Лазурненській селищній громаді Скадовського району Херсонської області. Населення становить 1227 осіб.

## Історія
Станом на 1886 рік в селі Бехтерської волості мешкало 590 осіб, налічувалось 101 двір, існували лікарня, аптека, лавка.
24 лютого 2022 року село тимчасово окуповане російськими військами під час російсько-української війни.

## Населення
Згідно з переписом УРСР 1989 року чисельність наявного населення села становила 1355 осіб, з яких 687 чоловіків та 668 жінок.
За переписом населення України 2001 року в селі мешкало 1213 осіб.

### Мова
Розподіл населення за рідною мовою за даними перепису 2001 року:
| Мова       | Відсоток |
| ---------- | -------- |
| українська | 63,49 %  |
| російська  | 35,04 %  |
| вірменська | 1,06 %   |
| білоруська | 0,08 %   |
| болгарська | 0,08 %   |
| інші       | 0,25 %   |

## Храми
- Храм Успіння Пресвятої Богородиці УПЦ КП